# Wallfahrtskirche Maria Gern

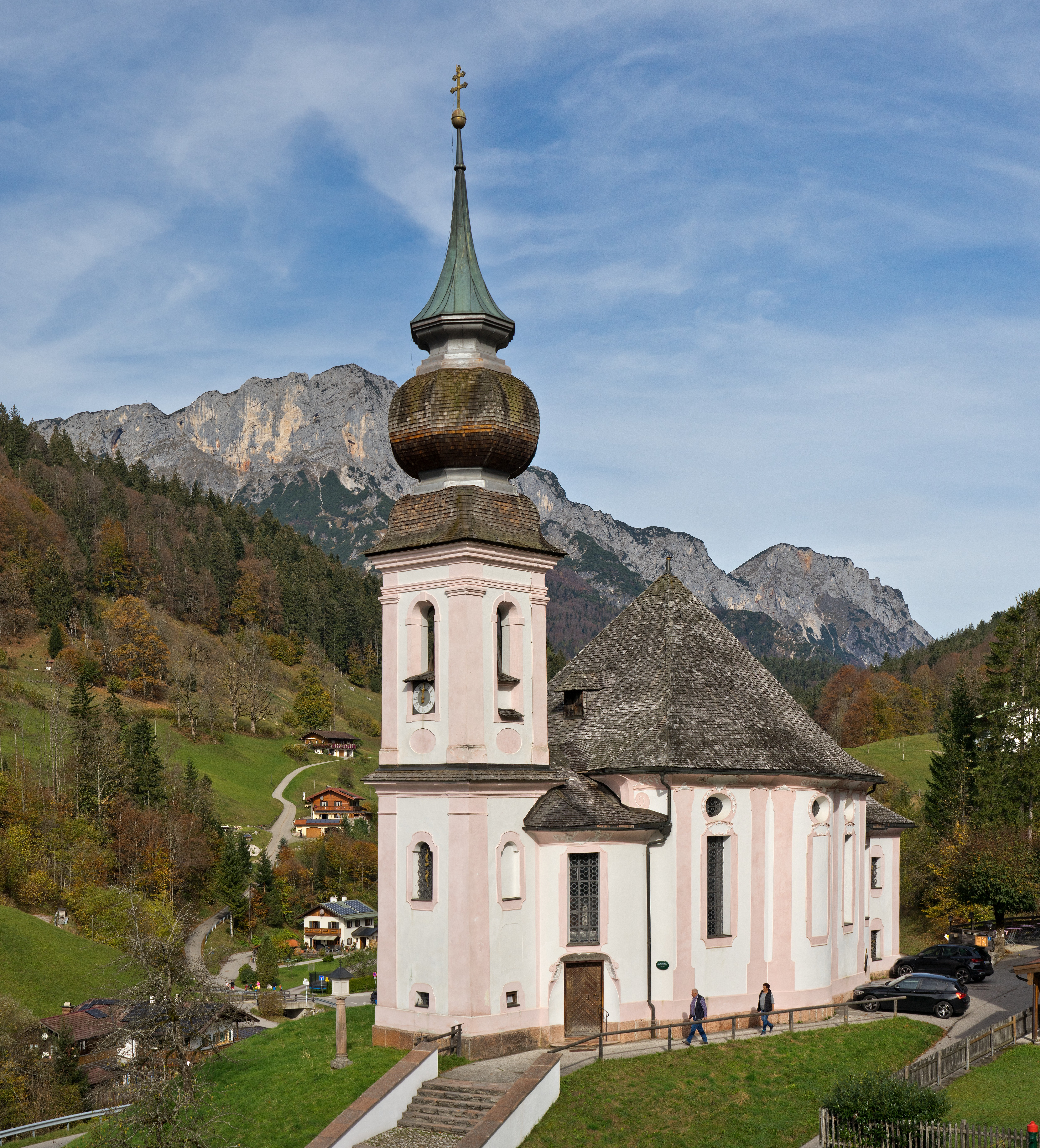
Die Wallfahrtskirche Maria Gern mit dem Untersberg

Die Wallfahrtskirche Maria Gern ist eine römisch-katholische Wallfahrtskirche im Markt Berchtesgaden in Oberbayern. Sie gehört zur Berchtesgadener Pfarrei St. Andreas in der Erzdiözese München und Freising.

## Lage und Beschreibung

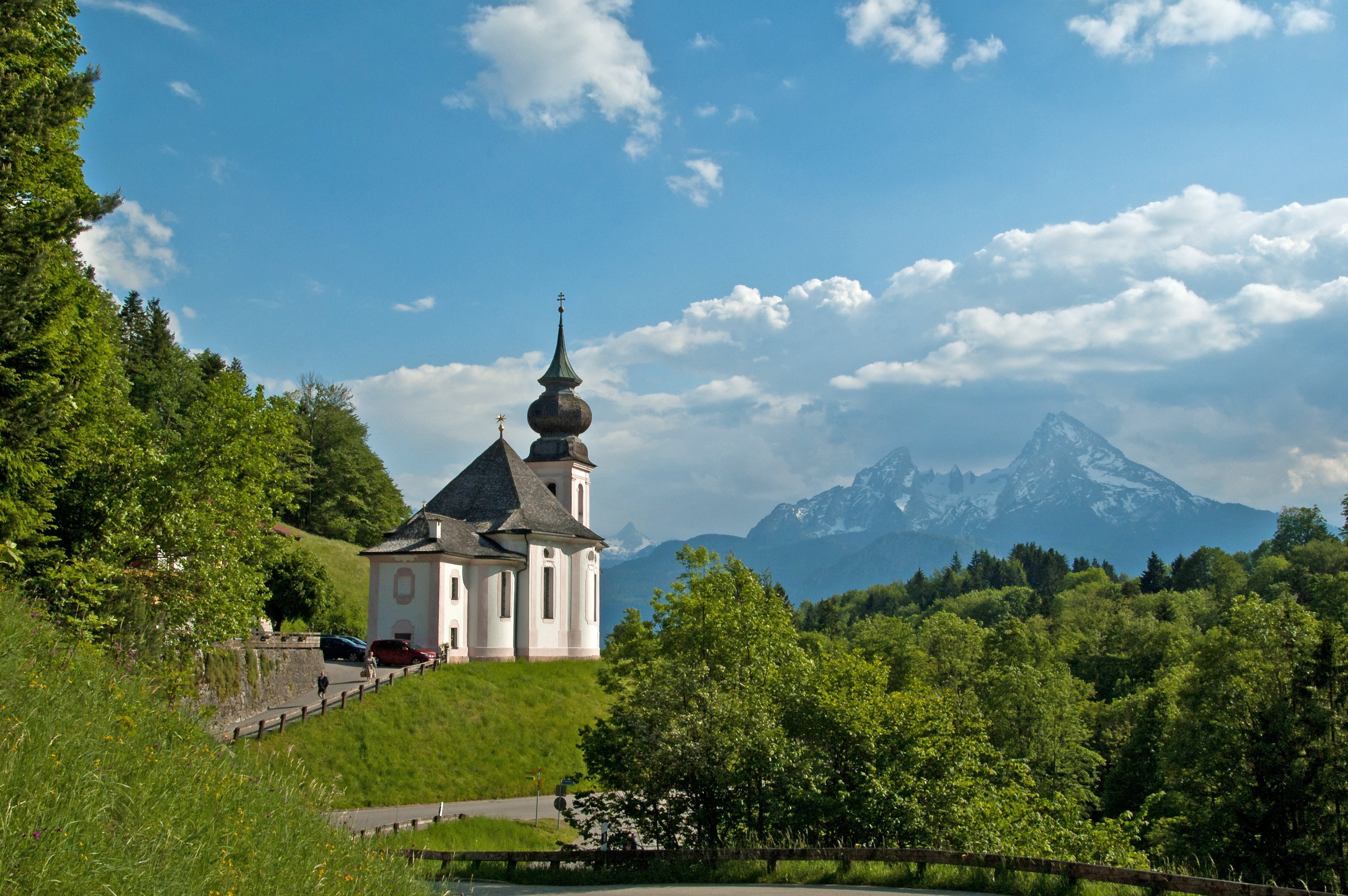
Maria Gern mit Watzmann
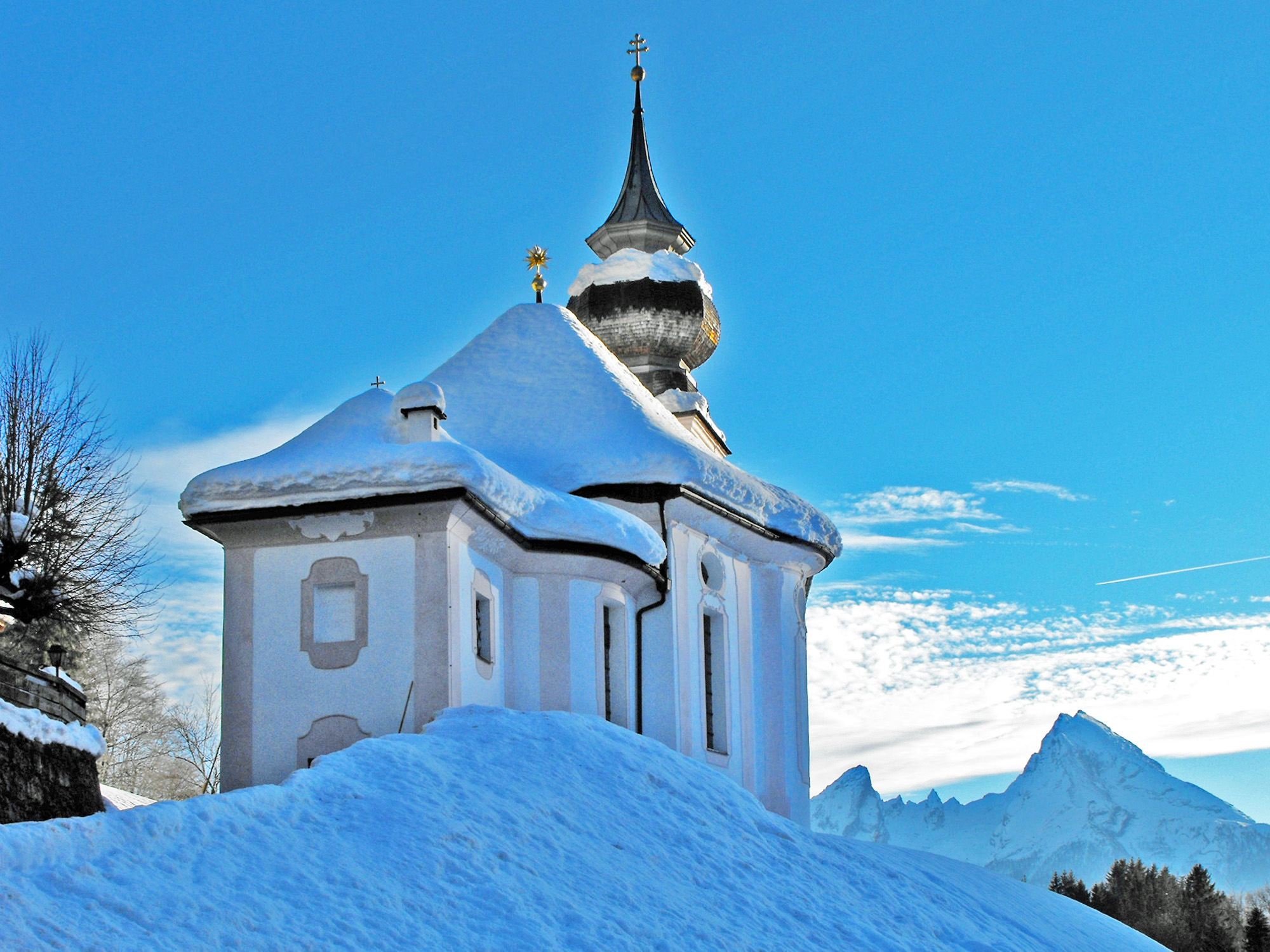
Maria Gern im Winter

Die Kirche befindet sich am Eingang zu dem in einem Hochtal nördlich des Ortskerns von Berchtesgaden gelegenen Ortsteil Vordergern der ehemaligen Gemeinde und heutigen Gemarkung Maria Gern. Sie steht auf einem kleinen Hügel, dem Reitbichl, am südwestlichen Fuße der Kneifelspitze mit Blick auf den Untersberg im Norden und das Watzmannmassiv im Süden.
Auf den Kirchenhügel führt eine breite Freitreppe in vier Absätzen. Die Kirche ist nahezu nordsüdlich ausgerichtet. Der zweigeschossige Turm im Süden mit doppelt gestuftem Kuppelhelm und die Sakristei im Norden sind äußerlich durch niedrigere Übergangsteile vom Hauptbau, der ein nach unten etwas abgeflachtes Zeltdach trägt, abgesetzt. Der gesamte Bau bis auf die Turmspitze ist mit Holzschindeln gedeckt. Rosarot getönte Pilaster, Ecklisenen und Fensterumrahmungen auf weißem Untergrund gliedern den Baukörper.

## Gebäude und Geschichte

### Erste Kapellen von 1600 und 1669
Bereits um 1600 sind im Zuge der Gegenreformation die ersten Wallfahrten nach Maria Gern beschrieben, allerdings zu einer kleineren Kapelle weiter talwärts mit einem anderen Gnadenbild.
Nachdem der in Itter als fürstlich salzburgischer Unterwaldmeister beschäftigte Wolfgang Hueber aus Gern ein neues Gnadenbild geschnitzt und 1666 in seinen Heimatort gebracht hatte, wurde dafür um 1669 auf dem Grund und Boden der heutigen Kirche eine kleine Kapelle als Rundbau errichtet. Die Kapelle vermochte den zunehmenden Andrang von Wallfahrern bald nicht mehr zu fassen.

### Erste Kirche von 1680
Um 1680 wurde an Stelle der Kapelle eine kleine Kirche mit Langhaus, Turm und Sakristei gebaut.
Mit der Marienstatue von Wolfgang Hueber, der man wundertätige Wirkung zuschrieb, nahm die Marienwallfahrt aus dem Berchtesgadener Land, aber auch aus dem Österreichischen in einem solchen Umfang zu, dass 1691 eine Herberge für Wallfahrer und ein Kramerladen mit Kerzen, Lebzelten u. ä. im Angebot in Kirchennähe eingerichtet wurde und alsbald an den Bau einer größeren Kirche gedacht werden musste.

### Kirchenneubau (1708–1724)

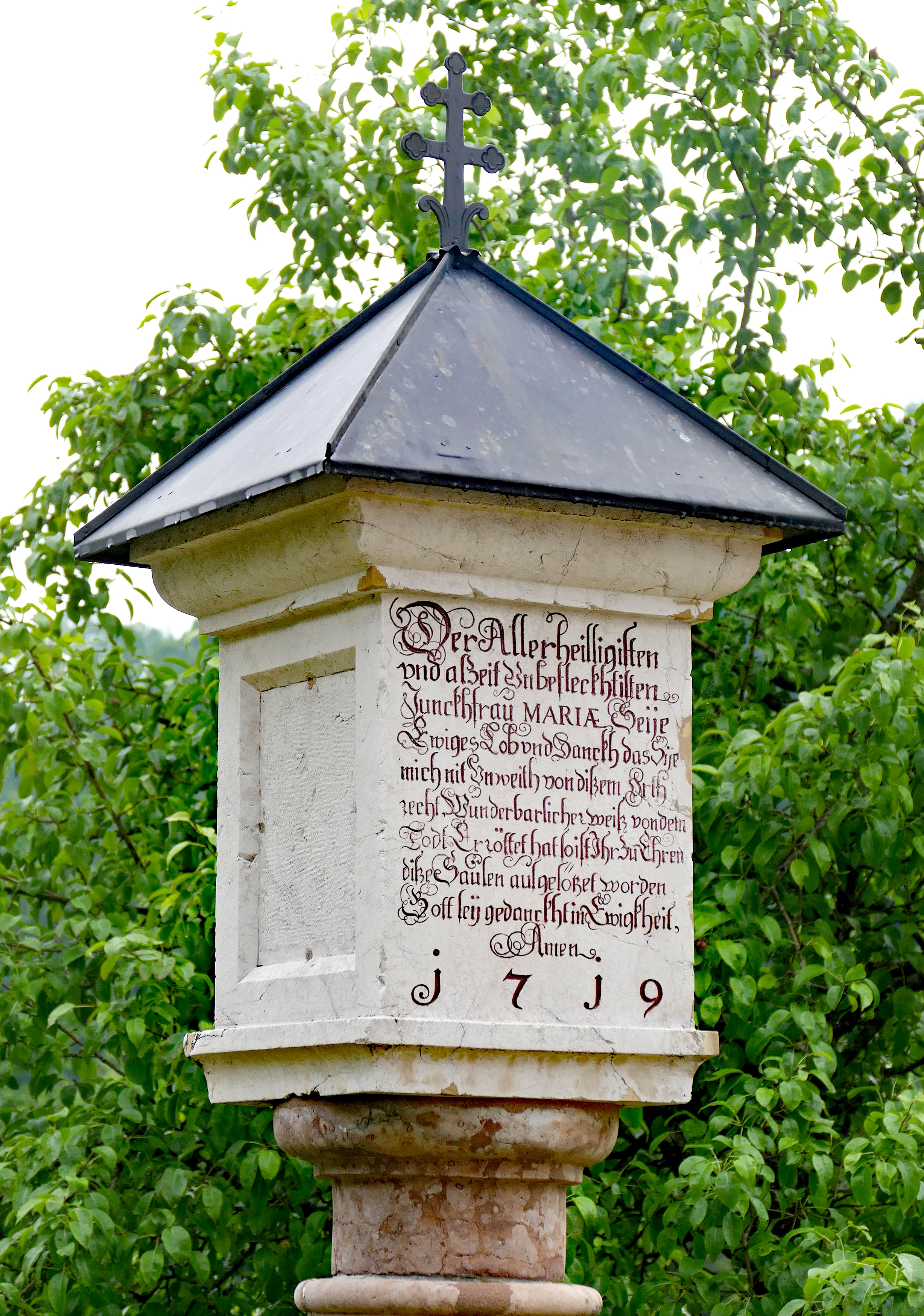
1719 vor dem Eingang der Kirche aufgestellte Pestsäule

Auf Betreiben des Stiftskapitulars Heinrich Maximilian Freiherr von Piesser wurde von 1708 bis 1710 ein Neubau errichtet. Dabei waren vor allem Berchtesgadener Handwerker tätig. Der Name des Architekten ist nicht bekannt. Kirche, Turm und Sakristei wurden zunächst mit Notdächern versehen. Am 2. Januar 1710 feierte man in der neuen Kirche die erste heilige Messe. 1724 wurden das feste Zeltdach und der Turm in seiner jetzigen Form fertiggestellt, und am 21. November war die Weihe der Kirche durch den Augsburger Weihbischof Johann Jakob Maximilian von Mayer. Nach und nach wurde auch die Inneneinrichtung der Kirche ergänzt und zuletzt 1777 mit dem Anbringen des schmiedeeisernen Trenngitters in ihrer heutigen Form vollendet.

### Forderung nach Umwidmung der Kirche (1732)
Während der Gegenreformation 1732 forderten die heftig bedrängten Protestanten der Fürstpropstei Berchtesgadens freie Religionsausübung, die Umwidmung der Kirche Maria Gern und die Anstellung eines Geistlichen ihres Glaubens. Das wurde von der Fürstpropstei abgelehnt, was wiederum eine offene Forderung nach freier Ausreise bedingte.

→ Siehe zu diesem Absatz auch den Abschnitt: Gegenreformation, Vertreibungen und Emigration im Artikel Fürstpropstei Berchtesgaden.

### Renovierungen der Kirche ab 1874
Innen wurde die Kirche in den Jahren 1874, 1924, 1945, 1968/69, 1978 und 1983 renoviert.

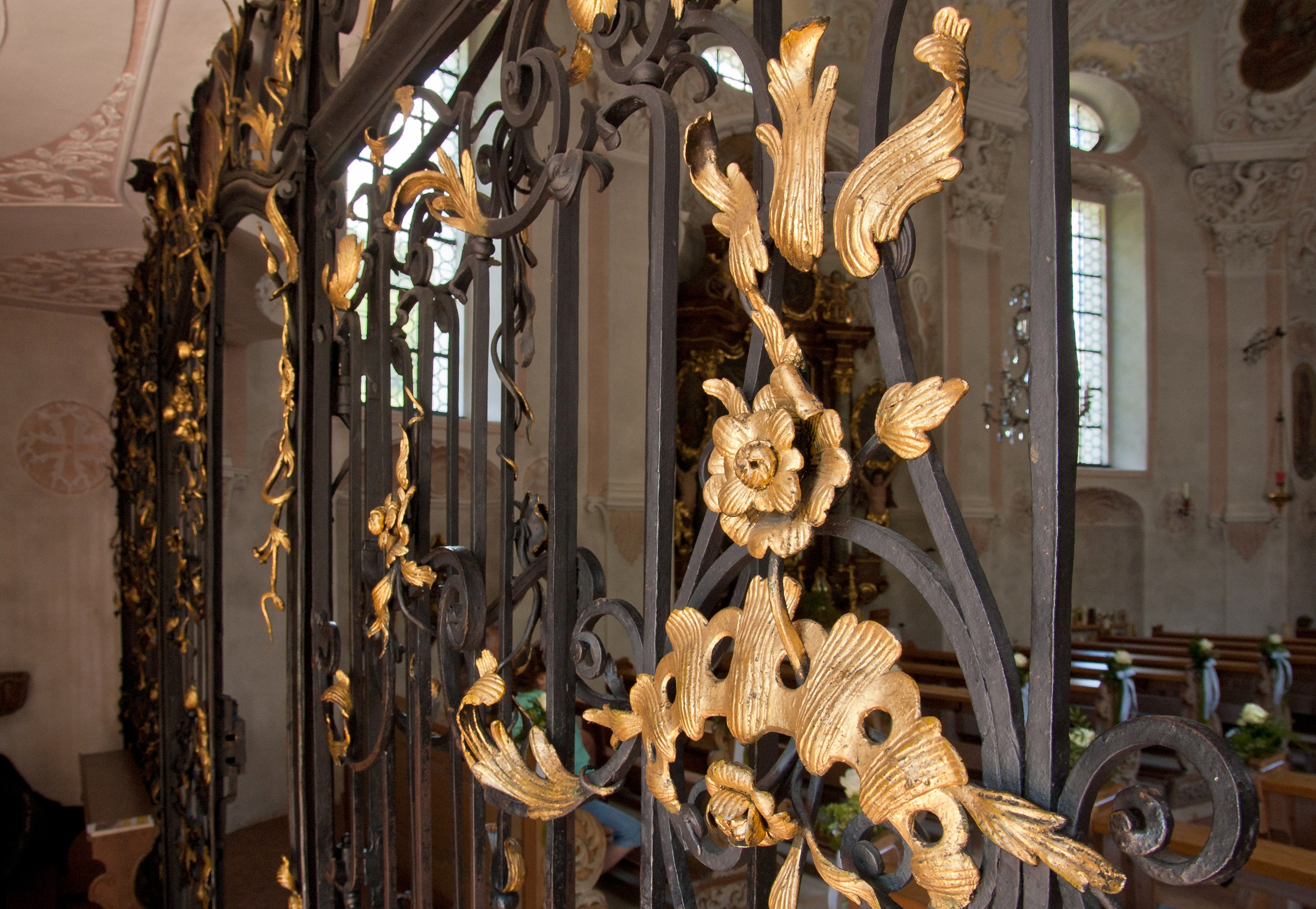
Das schmiedeeiserne Trenngitter

## Ausstattung
Der Grundriss des Innenraums ist eine Ellipse, der sich im Norden der Altarraum und im Süden eine Vorhalle anschließen, die durch ein 1777 vom Hofschlosser Johann Prandtner gefertigtes schmiedeeisernes Gitter getrennt ist. Über der Vorhalle befindet sich die Empore mit einer geschwungenen Balustrade. In der Mitte der Grundrissellipse nehmen Ausbuchtungen die Seitenaltäre auf. Der Innenraum wird überspannt von einem flachen Muldengewölbe, das mehrfach gegliedert ist. Die Kanzel und die Beichtstühle stammen aus den Jahren 1719/20.

### Altäre

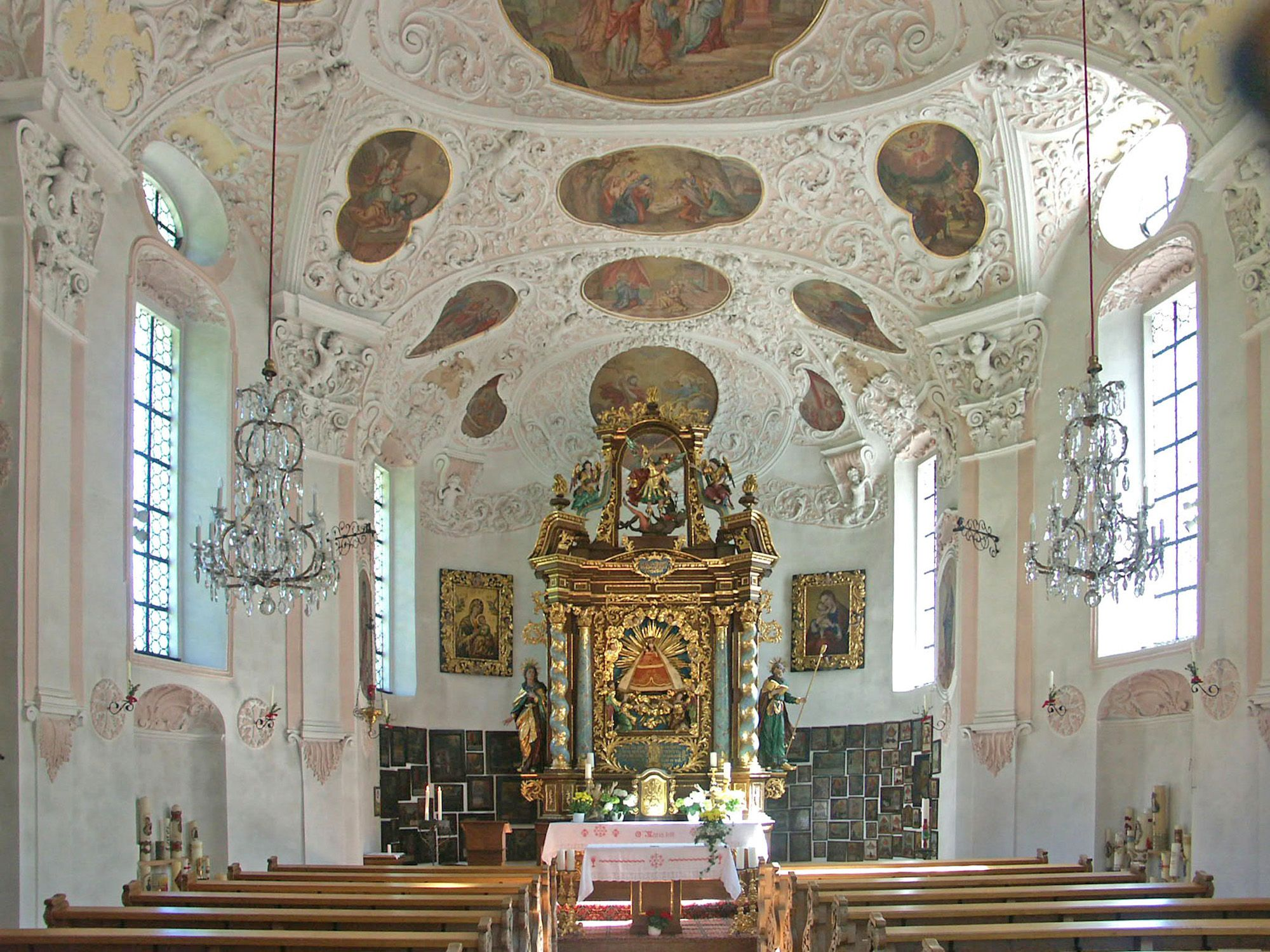
Der Innenraum mit Hochaltar
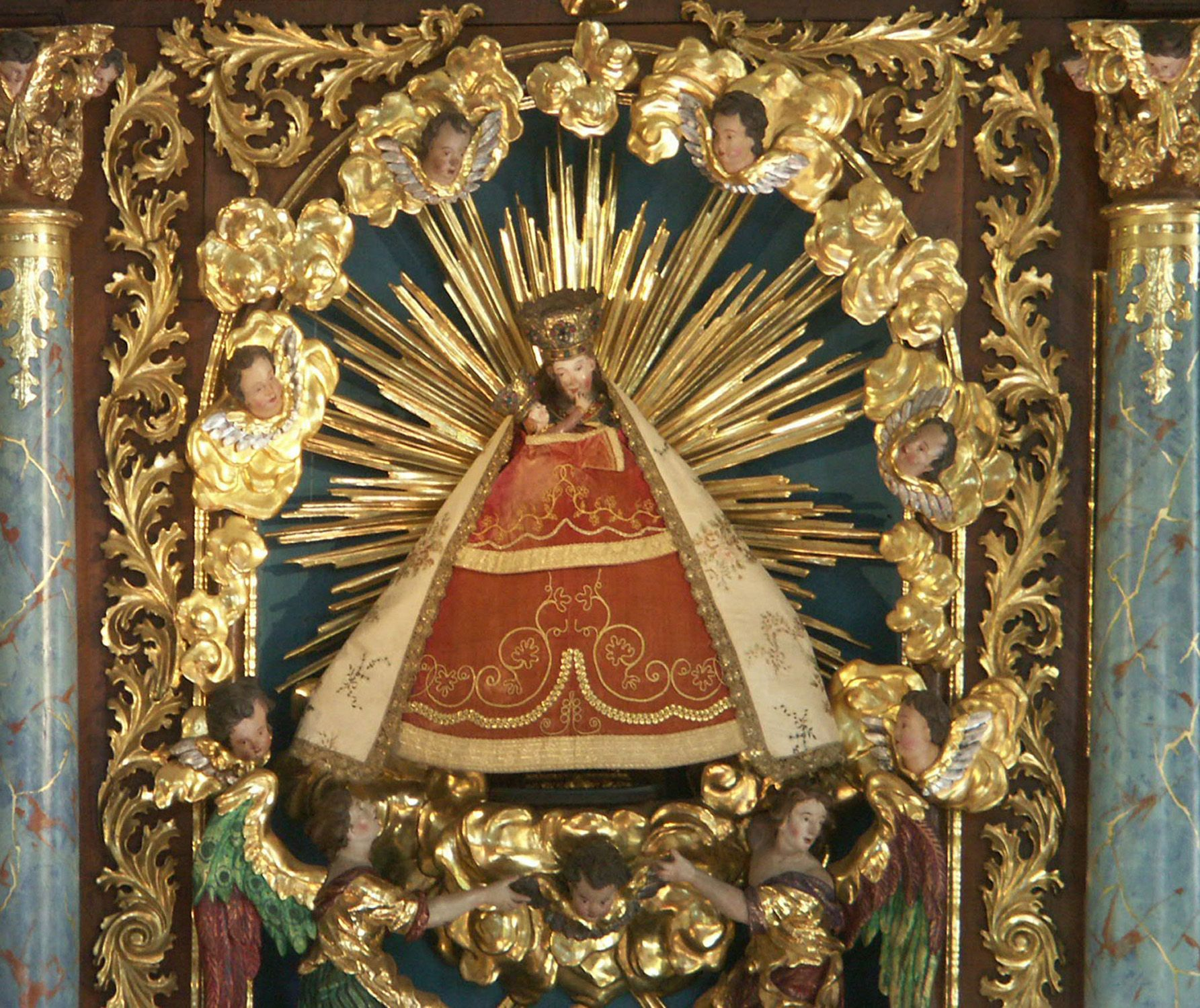
Das Gnadenbild
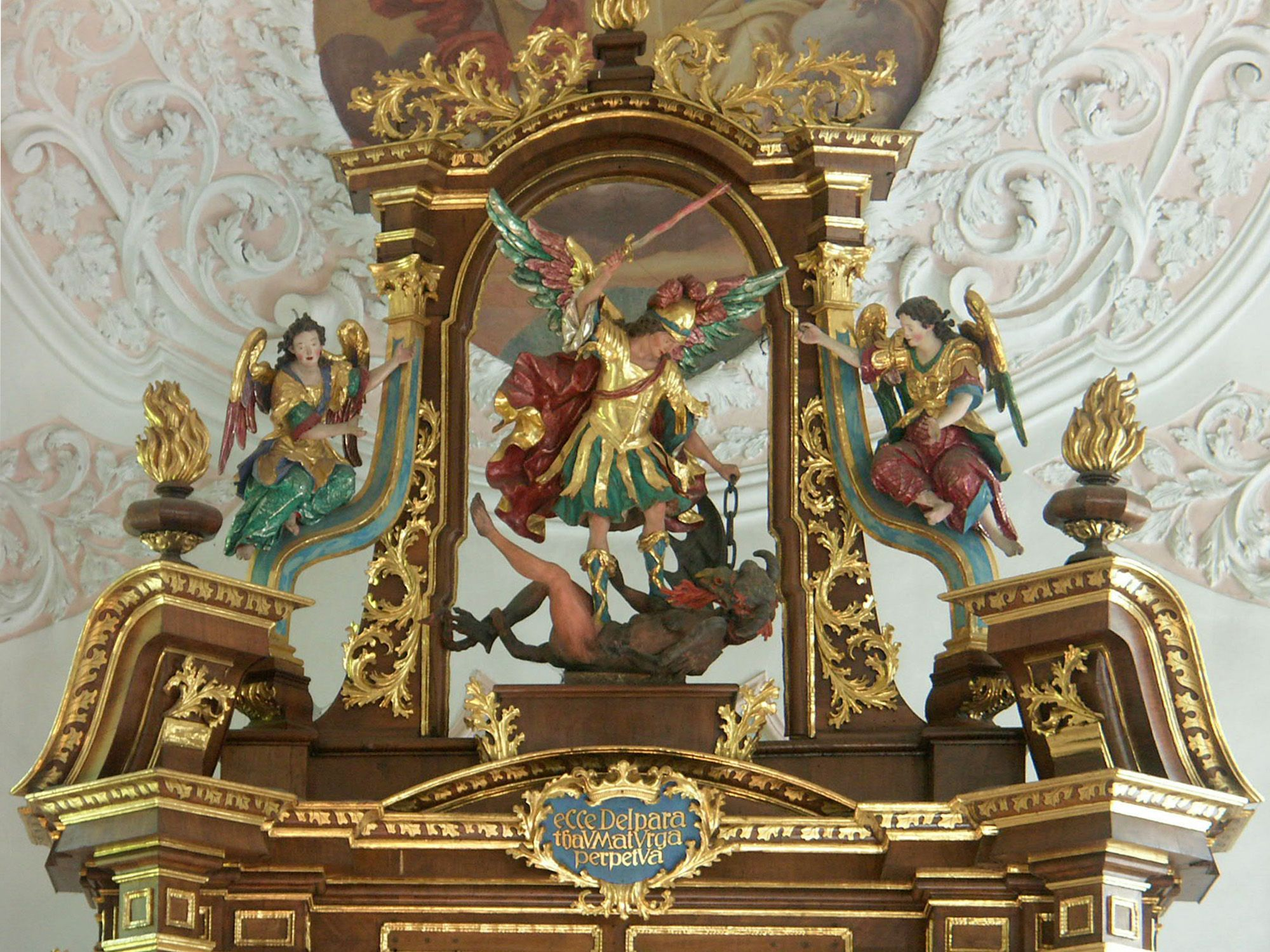
Altaraufsatz mit der Drachenszene

Den Hochaltar aus Nussbaumholz und seine Figuren fertigten 1715 drei Berchtesgadener Handwerker. Das darin eingesetzte Gnadenbild, für das bereits 1669 eine erste Kapelle an gleicher Stelle errichtet worden war, schnitzte Wolfgang Hueber aus Gern. Die beiden Seitenaltäre entstanden 1737 und 1739.
Im Zentrum des Hochaltars, der von zwei geraden und zwei gewundenen Säulen begrenzt wird, tragen Engel das Gnadenbild mit Maria und dem Kind. Je nach Zeit im Kirchenjahr wird das Gnadenbild mit verschiedenen barocken Prunkgewänder bekleidet, von denen es 24 gibt. An den Seiten des Altars stehen die  Eltern Mariens, Anna und Joachim. Im aufgesetzten Auszug des Altars besiegt der Erzengel Michael den Drachen mit dem Flammenschwert, begleitet von zwei weiteren Engeln. Bemerkenswert: Der Drache hat ein Frauenbein.
Die Seitenaltäre, links der Kreuzaltar und rechts der Josephsaltar enthalten neben den jeweiligen Hauptbildern noch jeweils vier Medaillonbilder.

### Votivbilder
An den Wänden des Altarraums sind zahlreiche Votivbilder aus der Zeit von 1628 bis ins 20. Jahrhundert angebracht. Da sie oft auch das Wallfahrtsziel zeigen, erlauben sie eine Vorstellung über die ersten Kirchenbauten in Maria Gern. Zudem enthalten sie immer wieder das Glaubenszeugnis einer dem Gnadenbild zugeschriebenen wundertätigen Wirkung.
Über den Votivbildern hängen zwei Kopien von Marienbildern, wobei das rechte eine Kopie des Gnadenbildes Mariahilf von Lucas Cranach dem Älteren aus dem Innsbrucker Dom ist.

### Stuckierte Decke mit Fresken
Die gesamte Kirchendecke wurde von Joseph Schmidt aus Salzburg stuckiert, unterbrochen von über 20 Fresken von Christoph Lehrl aus dem Kloster Höglwörth, die in einem ausführlichen Zyklus das Marienleben darstellen. In den Stuck sind über 50 Putten eingearbeitet.

### Orgel
Nach einem bescheidenen Orgelpositiv von 1728 folgte 1765/66 eine neue Orgel. Die Orgel ist ein Instrument des bürgerlichen Orgelbauers Johann Jacob Haas aus Mondsee.

### Glocken
Im Turm hängen drei Glocken. Das älteste Exemplar stammt aus dem 14. Jahrhundert aus Leonhard (jetzt zu Grödig). Die beiden größeren Glocken wurden 1951 bei der Gießerei Czudnochowsky in Erding gegossen. Die Glocken erklingen in den Tönen a1, h1, cis2.